# 小宁城
小宁城位于中国四川省巴中市平昌县江口镇楊柳村，是南宋四川置制司抗蒙山城之一。小宁城始建于南宋淳祐五年（1245年），于淳祐九年（1249年）竣工，建于峭壁之上，东西北三面临通河，高出河面约300米，易守难攻。四川军民在此抵抗元军长达34年，直至祥兴二年（1279年）南宋彻底灭亡才最终降元。小宁城东西长约920米，南北宽约780米，面积约71.8万平方米。小宁城筑有内外两圈城墙，内为子城，外为午城，子午两城各筑有东南西北四座城门。现午城东门（朝阳门）、午城西门、午城北门（重禧门）以及城墙皆保存较为完好。元代此處有小寧州。
小甯城遺址建于宋淳佑乙巳年（1245），是著名的抗元遺址。遺址東、西、北三面臨荔枝河，東西長920米，南北寬780米，面積717600平方米，海拔390米。東門、西門、北門及部分城牆保存較好，南門損毀。1245年（南宋理宗淳佑五年，乙巳），時屬四川省利州路都統張實巳受四川制置使余侍郎〈吩）令，在今荔枝境內建立小寧州〈城），直到1279年（南宋祥興二年）南宋完全滅亡時才歸屬元朝統治。小寧城遺址保存完整，是研究抗元歷史、宋代石城址的珍貴實物資料，具有較高的文物價值。2012年7月16日公佈為四川省文物保護單位。 